# Taunsa
Taunsa – miasto w Pakistanie, w prowincji Pendżab. W 2017 roku liczyło 97 100 mieszkańców.